# Milo (Iowa)
Milo és una població dels Estats Units a l'estat d'Iowa. Segons el cens del 2000 tenia 839 habitants.

## Demografia
Segons el cens del 2000, Milo tenia 891 habitants, 312 habitatges, i 242 famílies. La densitat de població era de 522,5 habitants/km².
Dels 312 habitatges en un 38,5% hi vivien nens de menys de 18 anys, en un 66,3% hi vivien parelles casades, en un 6,7% dones solteres, i en un 22,4% no eren unitats familiars. En el 20,2% dels habitatges hi vivien persones soles el 12,8% de les quals corresponia a persones de 65 anys o més que vivien soles. El nombre mitjà de persones vivint en cada habitatge era de 2,69 i el nombre mitjà de persones que vivien en cada família era de 3,07.
Per edats la població es repartia de la següent manera: un 28,6% tenia menys de 18 anys, un 7,6% entre 18 i 24, un 31,5% entre 25 i 44, un 18,7% de 45 a 60 i un 13,6% 65 anys o més.
L'edat mediana era de 34 anys. Per cada 100 dones de 18 o més anys hi havia 93,2 homes.
La renda mediana per habitatge era de 41.927 $ i la renda mediana per família de 46.125 $. Els homes tenien una renda mediana de 32.153 $ mentre que les dones 24.250 $. La renda per capita de la població era de 16.263 $. Entorn del 4,9% de les famílies i el 6,2% de la població estaven per davall del llindar de pobresa.

## Poblacions més properes
El següent diagrama mostra les poblacions més properes.